# Quy tắc bàn tay phải

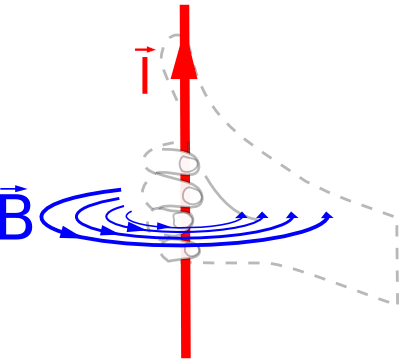
Quy tắc nắm tay phải tìm chiều đường sức từ của từ trường xung quanh dây dẫn thẳng có dòng điện

Tìm hướng của tích vec-tơ bằng quy tắc nắm tay phải

Quy tắc bàn tay phải (tiếng Anh: right-hand rule) cũng được gọi là quy tắc nắm tay phải, là một quy tắc phổ biến được dùng trong Toán học và Vật lí cho việc nhận biết các quy ước kí hiệu vec-tơ trong ba chiều. Có một vài nguyên tắc nắm tay phải khác nhau để dễ hình dung các vật chất được ứng dụng trong từng trường hợp và mục đích khác nhau.
- Quy tắc nắm tay phải xác định chiều dòng điện cảm ứng trong một dây dẫn chuyển động trong một từ trường: Nắm bàn tay phải rồi đặt sao cho ngón cái dọc theo dây dẫn mang dòng điện và chỉ theo chiều của dòng điện. Khum bốn ngón tay còn lại và chiều khum của bốn ngón là chiều của đường sức từ. 
- Quy tắc bàn tay trái (còn gọi là quy tắc Fleming) là quy tắc định hướng của lực do một từ trường tác động lên một đoạn mạch có dòng điện chạy qua và đặt trong từ trường phẳng. Đặt bàn tay trái sao cho các đường cảm ứng từ hướng vào lòng bàn tay, chiều từ cổ tay đến ngón tay giữa hướng theo chiều dòng điện thì ngón tay cái choãi ra 90° chỉ chiều của lực điện từ.

## Ứng dụng

###### * Xác định từ trường của dòng điện trong dây dẫn thẳng dài:
Với một sợi dây thẳng dài, các đường sức của nó là những đường tròn có tâm trên dây dẫn và vuông góc với đường dây điện. Sau đó dùng quy tắc bàn tay để xác định hướng của đường sức mạnh sau:
- Giữ tay phải sao cho ngón cái duỗi dọc theo dây dẫn I, sau đó ngón cái chỉ theo chiều dòng điện đến điểm Q, các ngón còn lại khum theo hướng của từ trường ở tâm O- hình tròn (O nằm trên chuỗi I ).
- Đáp ứng độ sâu tính toán của công thức: {\displaystyle B=2\times {10^{-7}}\times {\frac {I}{r}}}
Trong đó:
{\displaystyle B}: Độ lớn cảm ứng từ tại điểm cần xác định
{\displaystyle I}: Cường độ dòng điện của dây dẫn
{\displaystyle r}: Khoảng cách từ điểm cần xác định đến dây dẫn (m)

###### * Xác định từ trường của dòng điện trong dây dẫn uốn thành vòng trơn:
- Đường sức từ đi qua dây dẫn thành một đường tròn có 2 loại: Đường sức từ đi qua tâm O của vòng dây dẫn là đường thẳng dài vô hạn.
- Các đường từ trường còn lại là các đường đi từ mặt nam và đi ra từ mặt bắc của dòng điện tròn đó.
- Công thức tính phản hồi cực đại từ tâm O của dây vòng: {\displaystyle B=2\pi \times {10^{-7}}\times N\times {\frac {I}{r}}}
Trong đó:
{\displaystyle B}: là độ lớn cảm ứng từ tại điểm cần tinh
{\displaystyle N}: Số vòng dây
{\displaystyle I}: Cường độ dòng điện (A)
{\displaystyle r}: bán kính vòng dây (m)

###### * Xác định từ trường của dòng điện chạy trong ống dây hình trụ:
- Dây dẫn bao quanh hình trụ. Trong một cuộn dây, các đường sức từ là đường thẳng nên chiều của đường sức từ được xác định theo quy tắc bàn tay phải như sau:
+ Nắm tay phải sao cho hướng khum của bốn ngón tay cùng chiều với dòng điện chạy trên dây, sau đó ngón cái chỉ theo hướng của từ trường. Đường dây điện đi vào từ mặt phía nam và đi ra mặt phía bắc của đường ống đó.
+ Công thức tính phản ứng cực đại từ trong ống dẫn: {\displaystyle B=4\pi \times {10^{-7}}\times {\frac {N}{l}}\times {I}}
Trong đó:
{\displaystyle B}: là độ lớn cảm ứng từ tại điểm cần tính
{\displaystyle N}: Số vòng dây
{\displaystyle I}: Cường độ dòng điện (A)
{\displaystyle l}: là chiều dài hình trụ (m) 